# Player’s Canadian Open 1983
Die Player’s Canadian Open 1983 waren ein Tennisturnier der WTA Tour 1983 für Damen in Toronto sowie ein Tennisturnier des Grand Prix 1983 für Herren in Montreal. Das Herrenturnier fand vom 8. bis 14. August 1983 statt und das der Damen von 15. bis 21. August 1983.

## Herren
→ Hauptartikel: Player’s Canadian Open 1983/Herren

## Damen
→ Hauptartikel: Player’s Canadian Open 1983/Damen